# قشدة هندي

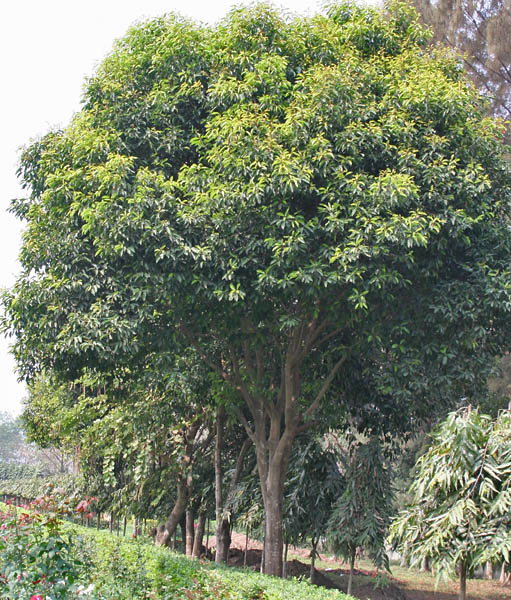
صورة اخرى لشجرة القِشْدَةِ الهِنْدِيِّ

القِشْدَةُ الهِنْدِيُّ هو شجرة اسمها العلمي هو .Mimusops Elengi L تنتمي إلى عائلة Sapotaceae
هو شجرةٌ متوسطة الحجم، دائم الخضرة، يوجد في الغابات الاستوائية في جنوب وجنوب شرق أسِيا وشَمال أُستُرالْيا (الأُقيانُوسيّة).
أسمائه الإنجِليزية هي Spanish cherry وMedlar
وزهرته تعد الزهرة المحلية في محافظة يالا في تايلاند.

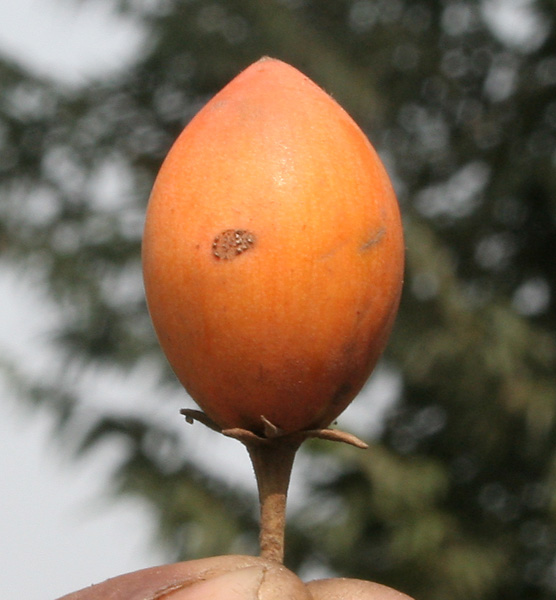
ثمرة شجرة القِشْدَةِ الهِنْدِيِّ